# IV. Henrik lengyel fejedelem
IV. Törvényes Henrik (lengyelül: Henryk IV Prawy, németül: Heinrich IV. der Gerechte; 1258 körül – Wrocław, Szilézia, 1290. június 23.), a Piast-dinasztia sziléziai ágából származó lengyel herceg, III. Fehér Henrik és Mazóviai Judit gyermeke, aki wrocławi herceg 1266-tól (1270-ig társuralkodója apai nagybátyja, Ulászló herceg), valamint Krakkó fejedelme 1288-tól 1290-ben bekövetkezett haláláig.

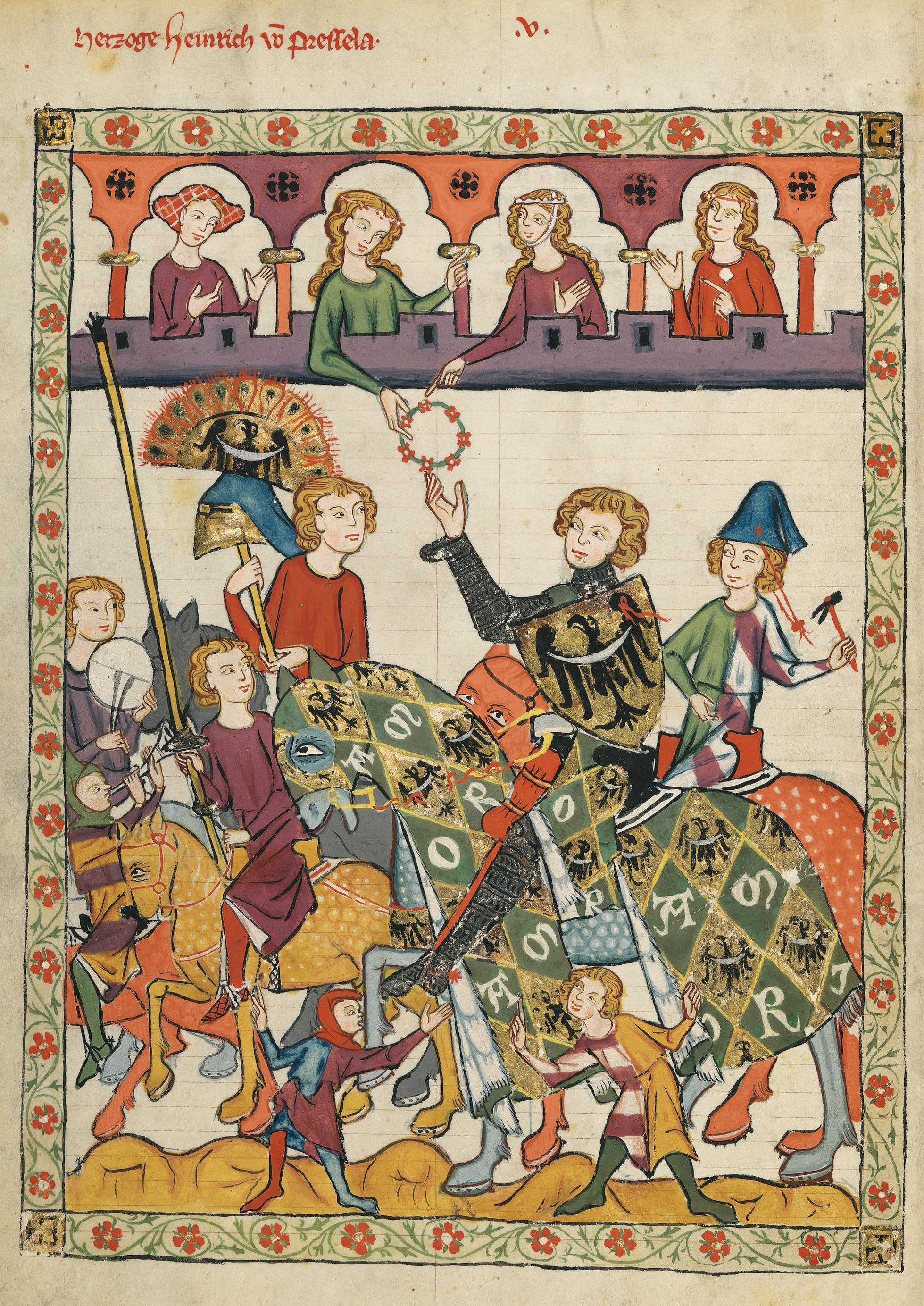
Codex Manesse Heinrich von Breslau miniatúrája a fejedelemről

## Élete

### Származása, gyermekkora
IV. Henrik III. Henrik wrocławi herceg és Mazóviai Judit egyetlen gyermeke volt. Korán elvesztette apját (1266-ban), és előbb nagybátyja, Ulászló salzburgi érsek, majd 1277-től II. Přemysl Ottokár cseh király gondoskodott neveléséről a prágai udvarban, aki az érsek halála után 1270-től formális régens lett a hercegségben. Nagybátyja halála után (aki testamentumában minden jogát átruházta a fiatal hercegre) Henrik visszatért országába, ahol a későbbi legbizalmasabb tanácsadójának, Simon Gallicus gondozásába került, aki korábban a cseh király szolgálatában állt. Fiatalkorában Henrik gondos nevelésben részesült, amiről az tanúskodik, hogy később érdeklődött a lovagi kultúráról és  költészetről (egyesek feltételezik, hogy a wrocławi herceg még verseket is írt).
A cseh uralkodóval kezdetben példásan együttműködött. 1271-ben Henrik részt vett a magyarok elleni hadjáratban ami nemsokára azt eredményezte, hogy a magyarok megtámadták a nagy-lengyelországi és kis-lengyelországi hercegségeket. Nagykorúnak csak 1273-ban ismerték el, és hercegként függetlenebb politikát kezdett folytatni igyekezvén megőrizni az egyensúlyt Ulászló opole-raciborzi herceg és II. Přemysl között. IV. Henrik aktív segítséget nyújtott II. Ottokárnak 1276-ban is, amikor a kisegítő wrocławi erők Csehországban I. Habsburg Rudolf német királlyal harcoltak. A cseh király veresége nem térítette el Henriket hűségétől, annak ellenére, hogy birodalmi hercegi címet ajánlottak fel neki annak fejében, ha a cseh szövetségtől eláll.

### Henriket elrabolja Boleszlávlegnicaiherceg
A cseh király katonai erejének meggyengülését ki akarta használni II. Boleszláv Rogatka legnicai herceg. Már a hetvenes évek elején követelte a wrocławi hercegség egyharmadát, amit III. Henrik és Ulászló örökségként hagyott rá. IV. Henrik azonban, aki bízott Ottokár támogatásában, határozottan visszautasította birodalma megcsonkításának minden kísérletét.
1277-ben Boleszláv megtámadta a Jelczben tartózkodó Henriket, elfogatta és Wleńbe hurcolta. Ahogy ilyenkor szokott lenni, a wrocławi herceg nehéz helyzetét Jámbor Boleszláv nagy-lengyelországi herceg és V. Ottó brandenburgi őrgróf igyekezett kihasználni.
Szerencsére nem ez volt az általános reakció. A wrocławi főurak uralkodójuk védelmére összehívták a lovagokat és védelmére kelt ugyancsak II. Przemysł és głogówi III. Henrik. A cseh király azonban csak erélyes felhívásokra és szabadon engedés iránti kérelmekre korlátozta tevékenységét. A kibontakozó véres csatára a koalíció és Boleszláv Rogatka között 1277. április 22-én került sor Stolec falu mellett. Győzelmet Boleszláv Rogatka aratott, a herceg fiának V. Henriknek merészsége és katonai tehetsége következtében – II. Przemysł és III. Henrik fogságba esett.
IV. Henrik a pórul járt hercegekkel csak az év végén nyerte vissza szabadságát, amikor hajlandó volt elismerni Ottokár és ellenfelei között létrejött egyezséget. Végül is Henrik kénytelen volt Boleszláv Rogatkának átadni hercegségének hatodát, Środa Śląskát, V. Ottónak zálogba adni Krosno Odrzańskiét, Jámbor Boleszlávnak pedig sarcot fizetni.

### II. Ottokár halála. Cseh régensség megszerzésének kísérlete
1278-ban a wrocławi lovagok IV. Henrik zászlaja alatt részt vettek a Dürnkruti csatában, amelyben II. Ottokár halálával romba dőltek birodalmi tervei. A herceg személyesen nem vett részt a hadjáratban, azonban a cseh király halálhírére Prágába utazott, hogy közeli rokonként és szövetségesként átvegye a kormányzást a fiatalkorú II. Vencel nevében.
A régensség megszerzésének kísérlete kudarcot vallott (V. Brandenburgi Ottó lett a régens), Henrik azonban mégsem távozott üres kézzel, mert Rudolftól Kłodzko földjét kapta meg. A Premyslek gyámsága alól szabadulva IV. Henrik kiváltotta 1279-ben Krosno Odrzańskiét.

### Vitatott hűbéri eskü
Eddigi protektora halála után Henrik közelebbi kapcsolatot kezdett építeni Rudolffal a Bécsi gyűlésen azt próbálván kipuhatolni, vajon az ő segítségével hozzá tud-e jutni a királyi koronához. Egyes történészek még azt a feltevést is megkockáztatják, hogy IV. Henrik a cél érdekében hűbéresküt tett.

### A sziléziai és országos főhatalom elnyerésének kísérlete

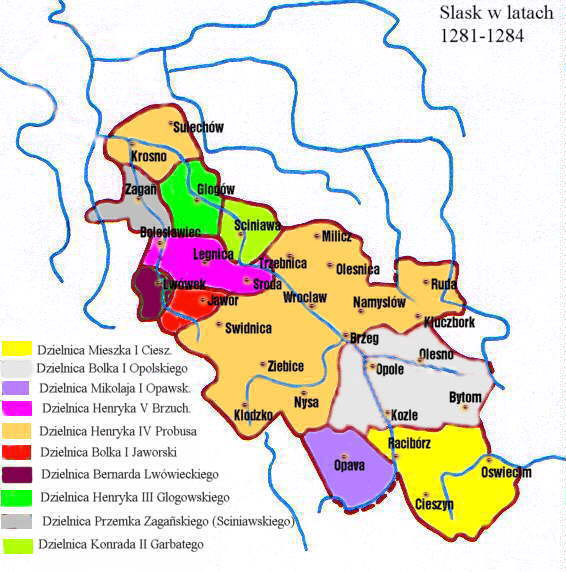
A wrocławi hercegség IV. Henrik uralkodása alatt 1281-1284 (narancssárga színnel jelölve)

A wrocławi hercegség szomszédaival a viszony nem volt felhőtlen. 1280-ban a legnicai herceg és a magdeburgi őrgróf támadását csak nagy nehézségek árán tudták visszaverni. Hogy normalizálják a helyzetet, következő év februárjában tanácskozást tartottak a lengyel hercegek Baryczban (wrocławi hercegség), ahol ki kellett volna dolgozni a kölcsönös együttműködés módozatait. IV. Henriknek azonban más tervei voltak: börtönbe vetette a megjelent III. Głogówi Henriket, V. Pocakos Henriket és a nagy-lengyelországi II. Przemysłt politikai engedményekre akarván őket kényszeríteni.
Végül II. Przemysł kénytelen volt átadni a stratégiai jelentőségű Wieluń környéki földeket, míg a két Henrik kénytelen volt elismerni IV. Henrik elsőségét a hercegek között. A következő években Henrik sziléziai politikáját jóindulatúan támogatta Przemko Ścinawski és I. Opolei Bolko. Az elsőségre azonban V. Pocakos Henrik is törekedett.
A különböző Piast ivadékok egy része támogatta, a többiek ellenezték politikai törekvéseit.
Az első próbára Krakkó megszerzésére 1280–1281 fordulóján került sor válaszképpen Fekete Leszek hadjáratára a wrocławi hercegség ellen, melyet a bebörtönzött hercegek védelmében indított. Ez a támadás azonban nem járt sikerrel.

### Viszály II. Tamás wrocławi püspökkel
1282–1287 között IV. Henrik és II. Zaremba Tamás wrocławi püspök között hosszan tartó viszály zajlott. Már 1274–1276 között is konfliktust okozott, hogy a Legnicai csata utáni nehéz helyzetben az egyház több birtokot és földet elfoglalt. Másrészről megsértették az egyház mentességét a világi bíráskodás alól.
1282 elején a wrocławi püspök panasszal fordult Ferno pápai legátushoz, hogy az elmélyülő viszályban bíráskodjon. Ítélete előnyös volt az egyháznak, melynek értelmében a hercegnek meg kellett jelennie a rendi bíróság előtt. A bíróság azonban (mint várható volt) olyan végzést hozott, amely a püspököt nem elégítette ki.
1283-ban Henrik hercegi nagygyűlést hívott össze Nysa püspöki városba, ennek a gyűlésnek fő attrakciója egy lovagi torna volt, melynek folyamán a lovagok lovaival feletették a püspök teljes gabonakészletét, melyet a külvárosokban tárolt. A kölcsönös piszkálódásnak az vetett véget, hogy a püspök a pápai legátus támogatását maga mögött tudva 1284-ben egyházi átokkal sújtotta az ellenálló Henriket és a hercegséget kiközösítette.
Henrik nem akarta magát továbbra sem alávetni a püspök akaratának, és még abban az évben kéréssel fordult a pápához, hogy oldja fel az átkot. Róma azonban szintén nem állt a király pártjára. Az egész klérus azonban nem állt a püspök mögött, a ferencesek például a királyt támogatták. A gnieznoi érsek kompromisszumos kísérletei sem jártak sikerrel.
1285-ben Henrik elfoglalta Nysát és Otmuchówot, amelyek a püspökséghez tartoztak. Ennek a megalázó lépésnek következtében a wrocławi püspök emigrációba kényszerült a racibórzi hercegségbe. A dráma utolsó felvonása 1287-ben zajlott le, amikor IV. Henrik megtámadta Racibórzt. Mivel Tamás nem tudott elmenekülni, kiegyezett a herceggel. A győztes herceg nagylelkűen megajándékozta a püspökséget (többek között néhány, korábban vitatott falut adományozott), valamint a szent Kereszt társaskáptalant.
A külpolitikában IV. Henrik továbbra is kísérletet tett arra, hogy a lengyel hercegek közötti viszonyt elsimítsa, ami közelebb kellett hogy vigye az áhított célhoz: a királyi koronához. 1284-ben kihasználva a nagy-lengyelországi Zaremba nemzetség árulását, elfoglalta Kaliszt. Nemsokára világos lett, hogy ezt a veszteséget a nagy-lengyelországi herceg nem ismeri el, ennek következtében tárgyalások, majd ennek eredményeképp megállapodás született arról, hogy II. Premysl Kaliszért cserébe Ołobok környékét adta.

### VI. Henrik krakkói herceg
1288. szeptember 30-án utód nélkül meghalt Fekete Leszek krakkó-sandomierzi herceg. Henrik előtt ez felcsillantotta annak reményét, hogy végrehajtja merész tervét: megszerzi Krakkót és a királyi koronát. A fokozatosan elérendő cél elérésén évek óta kitartóan dolgozott. Ennek érdekében még 1287-ben önként átadta nagy-lengyelországi II Przemysłnek a wieluńi és rudai földeket. Oswald Balzer lvovi professzor elmélete a Piast uralkodók első koalíciójáról ugyan legendának bizonyult, azonban függetlenül ennek a történetnek a hitelességétől, a krakkói herceg halálhírére kész volt cselekedni.
Fő vetélytársa a trónért folytatott küzdelemben a kis-lengyelországi főnemesség által megválasztott II. Boleszláv mazóviai herceg volt, akinek végül is nem sikerült elfoglalnia Krakkót, melyet Henrik legfőbb támogatója, Niedźwedi Sułka védett. 1289. február 26-án Siewierz melletti véres csatában alulmaradtak Henrik ellenfelei. Ennek a sikernek ellenére a płocki herceg váratlanul lemondott trónköveteléséről testvére I. Łokietek Ulászló javára. A tovább gyűrűző háborúban a szerencse először a kujáviai herceg mellé szegődött, aki a krakkói püspök támogatását kihasználva még Wawel várat is elfoglalta és megverte a sziléziai hadakat a Skała közelében.
A végső győzelmet azonban a wrocławi herceg aratta, aki 1289 közepén személyesen vezette a felmentő sereget Krakkóba. Lokietek Ulászlónak csak a ferencesek segítsége következtében sikerült elmenekülnie a wrocławiak által ostromlott majd nemsokára bevett városból, akik a kolostorukban rejtegették. Henrik túlereje ellenére a kujáviai herceg megtartotta Sandomierzt.

### Henrik halála
Henrik életcéljának eléréséhez olyan közel hirtelen meghalt (valószínűleg mérgezés következtében) 1290-ben. Halálának dátumát a különböző források eltérően adják meg, többek között június 23., 24. és július 22. is szerepel.
A legrészletesebb forrás (stíriai Ottokár) szerint így történt:
Henrik követet küldött Rómába, hogy kieszközölje a jogar és korona viselését és a királyi cím használatát. A tárgyalások jól haladtak, de tudható volt előre, hogy a pápai fővárosban nagy értékű ajándék nélkül semmit sem lehet elintézni. A követ azonban erre felkészült, elképesztő mennyiségű: 12 ezer grzywna összeget vitt magával. A követ azonban kb. 400 grzywnát elsikkasztott, amit mindenféle hazugsággal próbált a pápának megmagyarázni. A sikkasztás azonban kiderült és a pápai és hercegi igazságszolgáltatás elől a követ Velencébe menekült. Henrik azonban mindenáron példát akart statuálni, ez lehetett a gyilkosság indítéka. A követnek bátyja orvosként dolgozott a hercegi udvarnál és először sikertelenül kísérletezett méreggel, de másodízben a herceg meghalt a mérgezett késtől, mellyel evett. A mérgezésre fény derült, de már későn, Henrik életét nem lehetett megmenteni. A haldokló herceg a keresztényi megbocsátás nevében kegyelmet adott a gyilkosnak, majd meghalt.
A többi forrás csak részben támasztja alá ezt a történetet.

### Henrik végrendelete
A források szerint két oklevelet íratott. Az egyik a wrocławi egyházzal kapcsolatos, melynek a püspök által régen áhított Nysa-Otmuchów megyéz adományozta, a másik politikai természetű: szabályozta az utódlás rendjét. Kis-Lengyelországot Krakkó fővárossal II. Przemysłre hagyta, a wrocławi hercegséget pedig leghívebb sziléziai szövetségesére, III. Głogówi Henrikre. Amennyiben bármelyikük utód nélkül hal meg, hercegsége a másikra száll. Több történész azonban ezt az oklevelet vitatja. Ha igaz lenne, akkor ez egy lépést jelentene Lengyelország egyesítése felé és különösen a régi irodalomban a németség terjesztése miatt befeketített Henrik az egyik legnagyobb lengyel hazafi lenne. (Ez persze a mai nemzetiségi és nyelvi fogalmak történelmietlen visszavetítése volna a középkorba.) Egyedül az egyházzal kapcsolatos oklevélben foglaltakat hajtották végre.
IV. Henriket a wrocławi Szent Bertalan társaskáptalanban temették el, abban a templomban, amelyet maga alapított.
A második világháború idején a német antropológusok bizonyítékot akartak szerezni Henrik „germánságáról”. E célból elszállították koporsójának tartalmát, melyet vizsgálat alá akartak vonni. Sajnos mindezek eltűntek a háború alatt. Henrik szarkofágja jelenleg a Wrocławi Nemzeti múzeumban található.

### Belpolitikája
IV. Henrik uralkodásának egész ideje alatt a hercegség kiterjesztésén fáradozott. A hercegség gazdasági fejlődését szintén segítette a városoknak több privilégiumot adott, telepeseket hívott be az addig lakatlan határmenti területekre. Kincstári reformot vezetett be, melynek következtében a hercegség pénzének értéke jelentősen nőtt.

## Feleségei
- 1. 1278-tól Opolei Konstancia, válás 1286-ban,  meghalt 1351-ben.
- 2. 1287-től Brandenburgi Matilda,  meghalt 1290. június 23-án.